# Harry Clarke (Fußballspieler, 1960)
Henry „Harry“ Clarke (* 26. November 1960 in Sunderland) ist ein ehemaliger englischer Fußballspieler.

## Karriere
Clarke war auf vertragsloser Basis beim Erstligisten FC Middlesbrough registriert, bevor er im August 1979 zu Hartlepool United kam. Dort gehörte der Mittelfeldakteur für zwei Jahre dem Reserveteam an, ehe er im November 1981 in einer Erstrundenpartie im FA Cup gegen den Ligakonkurrenten Wigan Athletic per Einwechslung erstmals für die erste Mannschaft in einem Pflichtspiel zum Einsatz kam. Während er bereits seinen Pokaleinsatz dem Ausfall von Torjäger Keith Houchen verdankte, kam er nach dessen Abgang im März 1982 erneut zum Zug. Ab April 1982 spielte er unter Trainer Billy Horner in sieben der letzten acht Ligapartien der Viertligasaison 1981/82, bei seinem Ligadebüt traf er bei einer 2:5-Niederlage beim FC Darlington zur zwischenzeitlichen 2:0-Führung.
Am Saisonende soll er den Klub Richtung Belgien verlassen haben, wurde aber bereits im August 1982 in der Lokalpresse als Neuzugang des in der Wearside League spielenden Klubs Blue Star aus Newcastle upon Tyne vorgestellt. Als Torjäger vorgestellt traf er in den folgenden Wochen mehrfach, am Saisonende gewann der Klub die erste von drei aufeinanderfolgenden Ligameisterschaften.